# Elvis Is Back!
Elvis Is Back! é o primeiro álbum de Elvis Presley depois de sua volta do exército em março de 1960 e que se tornou um clássico, provando que ele estava melhor do que antes de prestar o serviço militar.
Os destaques desse disco são "Fever", "Thrill Of Your Love", "Such a Night" - clássico dos The Drifters nos anos 50 - "It Feels So Right" e dois blues, "Like a Baby" e "Reconsider Baby". Elvis is Back! foi certificado em ouro pela Recording Industry Association of America em 1999.

## Faixas
1. "Make Me Know It" - 2:00
2. "Fever" - 3:33
3. "The Girl Of My Best Friend" - 2:23
4. "I Will Be Home Again" - 2:34
5. "Dirty, Dirty Feeling" - 1:34
6. "The Thrill Of Your Love" - 3:01
7. "Soldier Boy" - 3:06
8. "Such a Night" - 3:00
9. "It Feels So Right" - 2:10
10. "The Girl Next Door Went A'walking" - 2:13
11. "Like a Baby" - 2:40
12. "Reconsider Baby" - 3:40

## Paradas musicais
- Estados Unidos - 2º - Billboard Pop - 1960
- Inglaterra - 1º - Guinness - 1960

## Músicos
- Elvis Presley: Voz, Violão e Guitarra
- Scotty Moore: Guitarra
- Bob Moore: Baixo
- Hank Garland: Guitarra e Baixo Elétrico
- D.J.Fontana: Bateria
- Buddy Harman: Bateria
- Floyd Cramer: Piano
- Boots Randolph: Saxofone
- The Jordanaires: Vocais